# هایمینگ (آلمان)
هایمینگ (آلمان) (به آلمانی: Haiming, Germany) یک شهر در آلمان است که در بایرن واقع شده‌است.

## خصوصیات
هایمینگ ۲۸٫۶۷ کیلومترمربع مساحت دارد ۳۶۳ متر بالاتر از سطح دریا واقع شده‌است.